# Amina Yousry
Amina Yousry (* 9. März 2000 in Kairo) ist eine ehemalige ägyptische Squashspielerin.

## Karriere
Amina Yousry spielte erstmals 2015 auf der PSA World Tour und gewann auf dieser einen Titel. Ihre beste Platzierung in der Weltrangliste erreichte sie mit Rang 39 im August 2016. Ihr zunächst letztes Turnier bestritt sie im November 2017, ehe sie ein Studium an der Harvard University aufnahm, für die sie nunmehr im College Squash aktiv war. Im März und April 2021 folgten nochmals zwei Turnierteilnahmen im Ägypten.

## Erfolge
- Gewonnene PSA-Titel: 1